# Marcia McNutt
Marcia Kemper McNutt (Minneapolis, 19 de fevereiro de 1952) é uma geofísica estadunidense. É presidente da Academia Nacional de Ciências dos Estados Unidos (NAS). Foi editora-chefe do periódico Science.

## Prêmios e honrarias

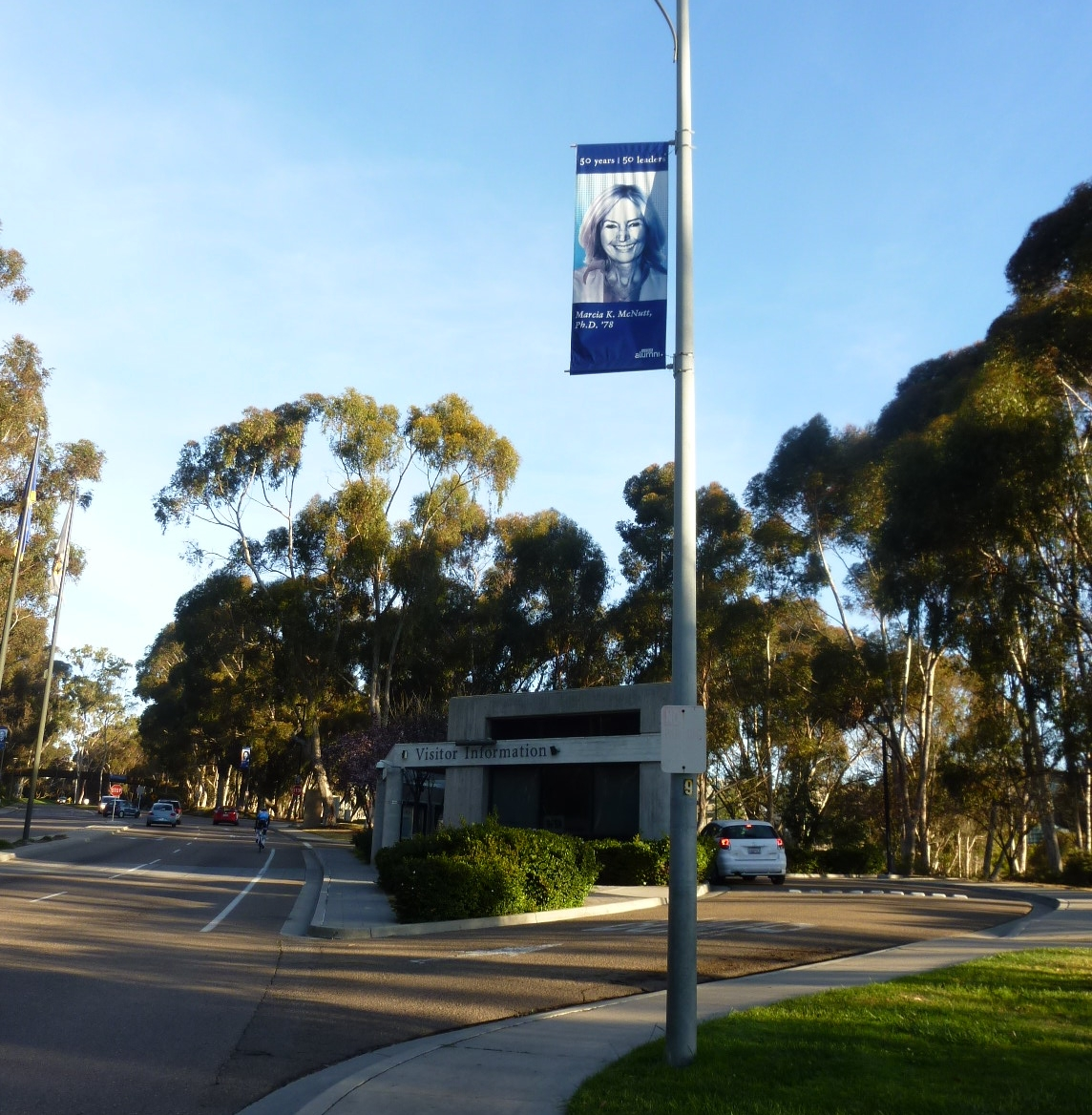
Uma fotografia de McNutt (exposta na entrada da escola Gilman) fez parte das celebrações dos 50 anos 50 líderes da Universidade da Califórnia em San Diego.

McNutt é membro da Academia Nacional de Ciências dos Estados Unidos, da American Philosophical Society e da Academia de Artes e Ciências dos Estados Unidos. É fellow da União de Geofísica dos Estados Unidos, da Sociedade Geológica dos Estados Unidos, da Associação Americana para o Avanço da Ciência e da Associação Internacional de Geodesia.

## Publicações selecionadas
- McNutt, Marcia; Menard, H. W. (1978). «Lithospheric flexure and uplifted atolls». Journal of Geophysical Research. 83 (B3): 1206–1212. Bibcode:1978JGR....83.1206M. doi:10.1029/JB083iB03p01206
- — (1979). «Compensation of ocean topography – Application of the response function technique to the Surveyor area». Journal of Geophysical Research. 84 (NB13): 7589–7598. Bibcode:1979JGR....84.7589M. doi:10.1029/jb084ib13p07589
- —; Menard, H. W. (1982). «Constraints on yield strength in the oceanic lithosphere derived from observations of flexure». Geophysical Journal International. 71 (2): 363–394. Bibcode:1982GeoJI..71..363M. doi:10.1111/j.1365-246X.1982.tb05994.x
- — (1984). «Lithospheric flexure and thermal anomalies». Journal of Geophysical Research. 89 (B13): 11180–11194. Bibcode:1984JGR....8911180M. doi:10.1029/JB089iB13p11180
- —; Fischer, K. M. (1987).  Keating, B. H., ed. «The South Pacific Superswell in Seamounts, Islands, and Atolls». American Geophysical Union. Geophysical Monograph. 43: 25. Bibcode:1987GMS....43...25M. ISBN 978-0-87590-068-1. doi:10.1029/gm043p0025. Consultado em 31 de outubro de 2011
- —; Diament, M.; Kogan, M. G. (1988). «Variations of elastic plate thickness at continental thrust belts». Journal of Geophysical Research. 93 (B8): 8825–8838. Bibcode:1988JGR....93.8825M. doi:10.1029/JB093iB08p08825
- —; Judge, A. V. (1990). «The Superswell and Mantle Dynamics Beneath the South Pacific». Science. 248 (4958): 969–975. Bibcode:1990Sci...248..969M. PMID 17745401. doi:10.1126/science.248.4958.969
- Kruse, Sarah; McNutt, Marcia; Phipps-Morgan, Jason; Royden, Leigh; Wernicke, Brian (1991). «Lithospheric extension near Lake Mead, Nevada: A model for ductile flow in the lower crust». Journal of Geophysical Research. 96 (B3): 4435–4456. Bibcode:1991JGR....96.4435K. doi:10.1029/90JB02621
- Caress, David W.; McNutt, Marcia K.; Detrick, Robert S.; Mutter, John C. (1995). «Seismic imaging of hotspot-related crustal underplating beneath the Marquesas Islands». Nature. 373 (6515): 600–603. Bibcode:1995Natur.373..600C. doi:10.1038/373600a0
- McNutt, M. K., Caress, D. W., Reynolds, J. Jordahl, K. A. Duncan, R. A. (1997). «Failure of plume theory to explain midplate volcanism in the southern Austral islands». Nature (6650): 479–482. Bibcode:1997Natur.389..479M. doi:10.1038/39013
- — (1998). «Superswells». Reviews of Geophysics. 36 (2). 211 páginas. Bibcode:1998RvGeo..36..211M. doi:10.1029/98RG00255
- —; Camilli, R.; Crone, T. J.; Guthrie, G. D.; Hsieh, P. A.; Ryerson, T. B.; Savas, O.; Shaffer, F. (2011). «Review of flow rate estimates of the Deepwater Horizon oil spill». Proceedings of the National Academy of Sciences. 109 (50): 20260–20267. Bibcode:2012PNAS..10920260M. doi:10.1073/pnas.1112139108
- —; Chu, S.; Lubchenco, J.; Hunter, T.; Dreyfus, G.; Murawski, S. A.; Kennedy, D. M. (2012). «Applications of science and engineering to quantify and control the Deepwater Horizon oil spill». Proceedings of the National Academy of Sciences. 109 (50): 20222–20228. Bibcode:2012PNAS..10920222M. doi:10.1073/pnas.1214389109